# Nuoto sincronizzato ai Giochi europei
Il nuoto sincronizzato è stato inserito nel programma dei Giochi europei nell'edizione inaugurale che si è svolta nel 2015.

## Edizioni
| Giochi | Anno | Sede     | Gare |
| ------ | ---- | -------- | ---- |
| I      | 2015 | Baku     | 4    |
| III    | 2023 | Cracovia | 8    |

## Medagliere complessivo
Aggiornato alla terza edizione
| Pos.   | Paese       | Oro | Argento | Bronzo | Totale |
| ------ | ----------- | --- | ------- | ------ | ------ |
| 1      | Russia      | 4   | 0       | 0      | 4      |
| 2      | Spagna      | 3   | 4       | 0      | 7      |
| 3      | Austria     | 2   | 1       | 1      | 4      |
| 4      | Italia      | 1   | 3       | 1      | 5      |
| 5      | Francia     | 1   | 0       | 1      | 2      |
| 5      | Israele     | 1   | 0       | 1      | 2      |
| 7      | Ucraina     | 0   | 2       | 3      | 5      |
| 8      | Germania    | 0   | 1       | 0      | 1      |
| 8      | Paesi Bassi | 0   | 1       | 0      | 1      |
| 10     | Regno Unito | 0   | 3       | 0      | 3      |
| 11     | Grecia      | 0   | 0       | 1      | 1      |
| 11     | Turchia     | 0   | 0       | 1      | 1      |
| Totale | Totale      | 12  | 12      | 12     | 36     |